# Гойкоэчеа, Андони
Андо́ни Гойкоэче́а Оласкоа́га (исп. Andoni Goikoetxea Olaskoaga; родился 23 августа 1956 года в Алонсотеги) — испанский футболист и футбольный тренер. Выступал за позиции центрального защитника за «Атлетик Бильбао», «Атлетико Мадрид» и национальную сборную Испании. За крайне жёсткий и грубый стиль игры был прозван «Мясником из Бильбао» и «Монстром».

## Биография

### Клубная
Гойкоэчеа оказался в «Атлетике» из Бильбао в 1973 году, сначала играл за молодёжный и резервный составы. 7 сентября 1975 года он дебютировал в основном составе в матче с «Саламанкой», проигранном басками со счётом 2:1. В дебютном сезоне молодой защитник достаточно регулярно выходил на поле, сыграл в 27 матчах чемпионата Испании и забив в них 4 гола, однако в следующих трёх сезонах место в составе утратил.
С приходом на пост тренера «Атлетика» Хавьера Клементе начался успешный для баскской команды период, в течение которого «Атлетик» дважды, в 1983 и 1984 годах, выигрывал чемпионат Испании, а также Кубок и Суперкубок Испании 1984 года. Гойкоэчеа наряду с Дани, Андони Субисарретой, Мануэлем Сарабиа был одним из ведущих игроков команды.
В то же время Гойкоэчеа приобрёл репутацию одного из самых «грязных» игроков в испанском футболе. Он крайне жёстко играл в отборе, часто нанося соперникам травмы, плевал в них, бил исподтишка, находясь при этом вне поля зрения судьи. 24 сентября 1983 года в матче против «Барселоны» Андони в грубом подкате сзади сломал лодыжку Диего Марадоне, из-за чего аргентинец пропустил половину своего второго испанского сезона. Примечательно, что бутсу, в которой он нанёс травму Марадоне, Гойкоэчеа хранит в своей гостиной под стеклом как экспонат. В столкновении с «Мясником из Бильбао» пострадала ещё одна звезда «Барселоны», немец Бернд Шустер, которому Гойкоэчеа серьёзно повредил правое колено, а останавливая Уго Санчеса, Гойкоэчеа схватил его за волосы.
В 1987 году Гойкоэчеа перешёл в «Атлетико Мадрид», но там уже не был игроком основного состава, всего за три сезона сыграв 35 матчей в чемпионате Испании. В 1990 году, в 34 года, он завершил карьеру игрока. На счету «Мясника из Бильбао» 369 сыгранных матчей и 44 забитых гола за «Атлетик».

### Международная
Гойкоэчеа сыграл 39 матчей и забил 4 гола за национальную сборную Испании. Он дебютировал в национальной команде 16 февраля 1983 года в матче со сборной Нидерландов. В составе сборной он принимал участие в чемпионатах Европы 1984 года и мира 1986 года. 27 января 1988 года в матче со сборной ФРГ он в последний раз сыграл в составе национальной сборной.
Также на счету Гойкоэчеа два матча за сборную Страны Басков, которые он провёл в 1979 году и 1988 году.
В 1990-х годах Гойкоэчеа вернулся в футбол в качестве тренера. На чемпионате мира 1994 года он входил в тренерский штаб сборной Испании под руководством Хавьера Клементе. Позже как главный тренер он работал с «Саламанкой» (дважды), «Компостелой», «Нумансией» (дважды), «Расингом» из Сантандера, «Райо Вальекано» и «Эркулесом». В 1997 году Гойкоэчеа вывел «Саламанку» в испанскую Примеру, что является его единственным достижением в качестве тренера.